# Puchar Ekstraklasy 2008/2009 /Grupa C
PUCHAR EKSTRAKLASY 2008/2009
GRUPA C:

## Tabela
| Drużyna       | Pkt | M | Z | R | P | Br+ | Br- | +/- |
| ------------- | --- | - | - | - | - | --- | --- | --- |
| Arka Gdynia   | 14  | 6 | 4 | 2 | 0 | 14  | 5   | +9  |
| GKS Bełchatów | 10  | 6 | 2 | 4 | 0 | 11  | 7   | +4  |
| Lechia Gdańsk | 4   | 6 | 1 | 1 | 4 | 4   | 7   | -3  |
| Lech Poznań   | 4   | 6 | 1 | 1 | 4 | 4   | 14  | -10 |

## Wyniki
| 5 września 2008 18.00 | GKS Bełchatów · Paweł Adamiec 7' · Wróbel 47' | 2 - 21-1 | Arka Gdynia · Pietroń 11' · Trytko 63' | Stadion GKS Bełchatów Sędzia: Jarosław Żyro (Bydgoszcz) |
|                       |                                               |          |                                        |                                                         |

| 5 września 2008 20.30 | Lechia Gdańsk | 3 - 00-0 | Lech Poznań | Stadion Lechii Gdańsk Sędzia: Piotr Siedlecki II (Warszawa) |
|                       |               |          |             |                                                             |

| 8 września 2008 20.30 | Arka Gdynia · Nawrocik 84' (pen.) · Wachowicz 90' | 2 - 00-0 | Lechia Gdańsk | Stadion GOSiR Widzów: 6000 Sędzia: Dawid Piasecki (Słupsk) |
|                       |                                                   |          |               |                                                            |

| 9 września 2008 20.30 | Lech Poznań · Anderson Cueto 90' | 1 - 30-2 | GKS Bełchatów · Nowak 15' 20' · Magdoń 90+1' | Stadion Miejski Sędzia: Zdzisław Bakaluk (Olsztyn) |
|                       |                                  |          |                                              |                                                    |

| 8 października 2008 20.30 | Arka Gdynia · Anderson 29' · Niciński 48' · Karwan 64' | 3 - 01-0 | Lech Poznań | Stadion GOSiR Sędzia: Jarosław Żyro (Bydgoszcz) |
|                           |                                                        |          |             |                                                 |

| 10 października 2008 18.00 | GKS Bełchatów · Kalkowski 14' | 1 - 31-2 | Lechia Gdańsk · Paweł Adamiec 4' · Mysona 33' (o.g.) · Wróbel 90' | Stadion GKS Bełchatów Sędzia: Wojciech Krztoń (Olsztyn) |
|                            |                               |          |                                                                   |                                                         |

| 12 października 2008 17.00 | Arka Gdynia · Wachowicz 12' · Nawrocik 27' (pen.) | 2 - 22-0 | GKS Bełchatów · Wróbel 85' · Magdoń 90' | Stadion GOSiR Sędzia: Marek Karkut (Warszawa) |
|                            |                                                   |          |                                         |                                               |

| 13 października 2008 13.30 | Lech Poznań · Peszko 22' | 1 - 01-0 | Lechia Gdańsk | Stadion Miejski Sędzia: Marek Mikołajewski (Ciechanów) |
|                            |                          |          |               |                                                        |

| 18 listopada 2008 18.00 | Lechia Gdańsk | 0 - 10-1 | Arka Gdynia · Żuraw 38' | Stadion Lechii Gdańsk |
|                         |               |          |                         |                       |

| 19 listopada 2008 17.00 | GKS Bełchatów · Janus 82' | 1 - 10-1 | Lech Poznań · Kononowicz 17' | Stadion GKS Bełchatów Widzów: 150 Sędzia: Michał Wróbel (Warszawa) |
|                         |                           |          |                              |                                                                    |

| 10 grudnia 2008 16.30 | Lech Poznań · Olszak 65' | 1 - 40-2 | Arka Gdynia · Ł. Kowalski 7' · Bułka 45' · Wachowicz 60' · Zakrzewski 70' | Stadion Miejski Sędzia: Piotr Siedlecki (Warszawa) |
|                       |                          |          |                                                                           |                                                    |

| 10 grudnia 2008 16.30 | Lechia Gdańsk | 0 - 00-0 | GKS Bełchatów | Stadion Lechii Gdańsk Sędzia: Marcin Szulc (Warszawa) |
|                       |               |          |               |                                                       |